# Cryptocephalus bohemius
Cryptocephalus bohemius es una especie de insecto coleóptero de la familia Chrysomelidae.
Fue descrita científicamente en 1819 por Drapiez.